# Сало, или 120-те дни на Содом
Вижте пояснителната страница за други значения на Сало.
„Сало, или 120-те дни на Содом“ (на италиански: Salò o le 120 giornate di Sodoma) известен още и само като Сало е италианска драма от 1976 година, на режисьора Пиер Паоло Пазолини. Филмът се основава на книгата „120-те дни на Содом“ от Маркиз дьо Сад.

## Сюжет
Филмът се развива по времето на фашизма и Бенито Мусолини в Италия. Четири високопоставени личности отиват в едно планинско имение и отвличат няколко младежи и девойки, като за организацията на оргиите отговарят и няколко проститутки. Във филма може да се видят сцени на принуждаване към анален секс, консумиране на човешки екскременти, садомазохизъм, изнасилване и мъчения.

## В ролите
| Изпълнител              | Роля            |
| ----------------------- | --------------- |
| Паоло Боначели          | Херцог          |
| Джорджо Каталди         | Епископ         |
| Уберто Паоло Квинтавале | Магистрат       |
| Алдо Валети             | Президент       |
| Катерина Борато         | Синьора Кастели |
| Елза Де Джорджи         | Синьора Маджи   |
| Елен Сюржер             | Синьора Вакари  |
| Соня Савянж             | Пианистка       |